# Халилово (Оренбургская область)
Халилово — посёлок городского типа в Гайском районе Оренбургской области России. Административный центр Халиловского поссовета. В рамках организации местного самоуправления, входит в муниципальное образование Гайский городской округ. В 1934-1960 годах  административный центр Халиловского района .  Железнодорожная станция Халилово на линии Оренбург — Орск в 271 км к юго-востоку от Оренбурга.

## Название
Топоним связан с личным именем Халил у башкир (по преданию, это был крупный башкирский землевладелец).

## География
Посёлок находится в 2,5 км западнее реки Губерля.
Расстояния до:
- областного центра (Оренбург): 271 км
- районного центра (Гай): 40 км
- ближайших сел (Нововоронежский): 2 км

## История
Посёлок был основан в 1913 году как железнодорожная станция строящейся железной дороги Оренбург — Орск. Но ещё задолго до этого здесь существовала деревня Халилова, в которой в 1866 году проживало 329 человек. В источнике 1901 года она отмечена как деревня Халилова Большая. Её и можно считать предшественницей посёлка.
К северу от станции Халилово в 1929 году было открыто Халиловское месторождение бурых железняков . Отсюда железная руда поставлялась до 1990 года на Орско-Халиловский металлургический комбинат (ОХМК) в городе Новотроицке.
С 7 декабря 1934 года по 3 ноября 1960 года был центром Халиловского района, который был переименован в Гайский район с переносом райцентра в г. Гай. До 1 июня 2015 года был административным центром Халиловского поссовета.

## Население
| 1989 | 2010 |
| ---- | ---- |
| 935  | ↘649 |

Национальный состав
По данным переписи населения 1939 года из 4 087 человек: русские — 70,4 % или 2 879 чел., украинцы — 17,9 % или 733 чел., татары — 3,6 % или 146 чел. Проживают русские, башкиры, татары.

## Известные уроженцы, жители
Суздальцев, Виктор Иванович (род. 20 января 1940 года) — художник. Заслуженный художник РФ (2011). Член Союза художников СССР (РФ) с 1989 года.

## Инфраструктура
Личное подсобное хозяйство с зоной сельскохозяйственного использования, индивидуальная застройка усадебного типа.
В посёлке имеется филиал Орской трикотажной фабрики.

## Транспорт
Развит автомобильный и железнодорожный транспорт.